# PC 시스템 디자인 가이드
PC 시스템 디자인 가이드 또는 PC 시스템 설계 가이드(PC-97, PC-98, PC-99 또는 PC 2001 사양)는 마이크로소프트와 인텔이 1997년부터 2001년까지 작성한 IBM PC 호환 개인용 컴퓨터용 하드웨어 디자인 요구사항 및 권장사항 시리즈이다. 이 가이드는 제조업체가 마이크로소프트 윈도우 운영체제의 기능을 최대한 활용하고, 컴퓨터 설정 및 사용을 간소화하는 하드웨어를 제공하는 데 도움을 주기 위한 것이었다.
표준 컴퓨터의 모든 부분과 가장 일반적인 주변 장치 종류가 특정 요구사항에 따라 정의되어 있다. 이 규격을 충족하는 시스템과 장치는 운영체제에 의해 자동으로 인식되고 구성되어야 한다.

## 버전
PC 시스템 디자인 가이드의 네 가지 버전이 출시되었다. PC-97에서는 기본 PC, 워크스테이션 PC, 엔터테인먼트 PC의 요구사항이 구분되었다. PC-98에서는 모바일 PC가 범주에 추가되었다. PC 2001에서는 엔터테인먼트 PC가 삭제되었다.
| 버전    | 날짜             |
| ------- | ---------------- |
| PC-97   | 1998년 2월 9일   |
| PC-98   | 1998년 12월 31일 |
| PC-99   | 1999년 7월 14일  |
| PC 2001 | 2000년 11월 2일  |

### PC-97
요구사항:
- 120 MHz 펜티엄, MIPS R4x00, 디지털 Alpha 21064 (EV4) 또는 IBM 파워PC 아키텍처 (후자 세 개는 윈도우 NT에서만)
- 16 MB RAM

초기 버전.
- PS/2 컴퓨터 자판 (자주) 및 PS/2 마우스 (녹색) 커넥터에 대한 색 부호 도입

### PC-98
(NEC의 비호환 PC-98 시리즈와 혼동하지 말 것)
윈도우 98 또는 윈도우 2000과 함께 사용될 시스템을 목표로 함. 요구사항:
- MMX 기술이 적용된 200 MHz 펜티엄 프로세서 (또는 동등한 성능)
- 256 KB L2 캐시
- 32 MB RAM (권장: 66 MHz DRAM 64 MB)
- ACPI 1.0 (전원 버튼 동작 포함)
- 빠른 바이오스 전원 켜기 (제한된 RAM 테스트, 플로피 테스트 없음, 최소한의 시작 디스플레이 등)
- 바이오스 Y2K 준수
- PXE 사전 부팅 환경

ISBN 1-57231-716-7으로 출판되었다.

### PC-99
요구사항:
- 300 MHz CPU
- 64 MB RAM
- USB
- 포트 및 커넥터에 대한 포괄적인 색 부호화 체계 (아래 참조)

강력히 권장하지 않음:
- 비 플러그 앤 플레이 하드웨어
- ISA 슬롯

ISBN 0-7356-0518-1으로 출판되었다.

### PC 2001
요구사항:
- 667 MHz CPU
- 64 MB RAM

최종 버전. 모든 데스크톱 시스템에서 IO-APIC를 활성화해야 하는 첫 번째 버전. 레거시가 감소된 시스템과 레거시 프리 시스템에 대한 강조가 크게 증가했다. ISA 확장 슬롯 및 MS-DOS에 대한 장치 의존과 같은 일부 "레거시" 항목은 완전히 금지되었고, 다른 항목은 강력히 권장되지 않는다.
PC 2001은 A20 라인과의 호환성을 제거한다. "A20M# 생성 로직이 여전히 시스템에 존재하는 경우, 이 로직은 I/O 포트 92, 비트 1에 대한 소프트웨어 쓰기가 A20M#가 프로세서에 어서트되지 않도록 종료되어야 한다."

## 커넥터 및 포트의 색 부호화 체계

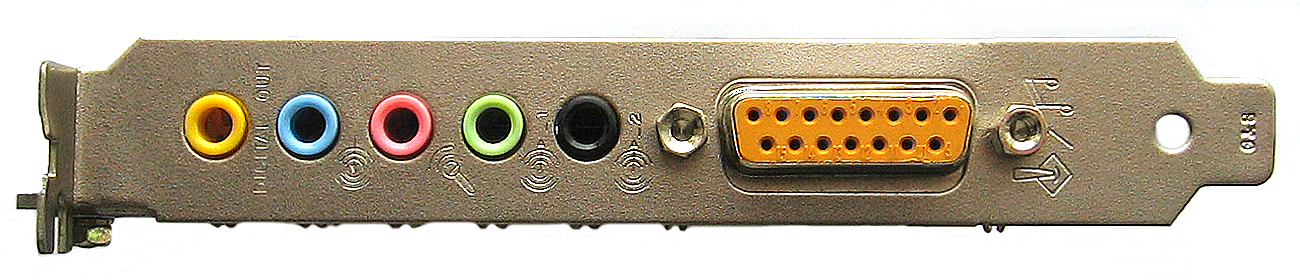
사운드 블라스터의 사운드 카드 커넥터에 적용된 색 부호

아마도 PC 99의 가장 눈에 띄고 오래 지속되는 영향은 PC에 사용되는 다양한 표준 유형의 플러그 및 커넥터에 대한 색 부호를 도입했다는 점일 것이다. 많은 커넥터가 특히 초보 PC 사용자에게 매우 비슷하게 보이므로, 이를 통해 사람들이 주변 장치를 PC의 올바른 포트에 연결하는 것이 훨씬 쉬워졌다. 이 색 부호는 거의 모든 PC 및 메인보드 제조업체에서 점진적으로 채택되었다. 일부 색 부호는 주변 장치 제조업체에서도 널리 채택되었다.
| 색상 / 팬톤 값 | 색상 / 팬톤 값          | 기능                                                  | PC의 커넥터       |                |
| 마우스 및 자판 | 마우스 및 자판          | 마우스 및 자판                                        | 마우스 및 자판    | 마우스 및 자판 |
| -------------- | ----------------------- | ----------------------------------------------------- | ----------------- | -------------- |
|                | 녹색 / 3395C            | PS/2 마우스 / 포인팅 장치                             | 6핀 미니 DIN 암컷 |                |
|                | 자주 / 2715C            | PS/2 자판                                             | 6핀 미니 DIN 암컷 |                |
|                | 금색 / 131C             | 게임 포트 / MIDI                                      | 15핀 D 암컷       |                |
| 일반 입출력    |                         |                                                       |                   |                |
|                | 검정 / 426C             | USB 1                                                 | USB Type A 암컷   |                |
|                | 회색 / 424C             | IEEE 1394 (FireWire)                                  | 6핀 FireWire 400  |                |
|                | 버건디 / 235C           | 병렬 포트                                             | 25핀 D 암컷       |                |
|                | 틸 또는 터키옥색 / 322C | 직렬 포트                                             | 9핀 D 수컷        |                |
| 비디오         |                         |                                                       |                   |                |
|                | 파랑 / 661C             | 아날로그 모니터                                       | 15핀 VGA 암컷     |                |
|                | 하양                    | 디지털 모니터                                         | DVI 암컷          |                |
|                | 노랑 / 123C             | 비디오 출력: S-비디오                                 | 4핀 미니 DIN      |                |
|                | 노랑 / 123C             | 비디오 출력: 컴포지트 비디오                          | RCA 잭            |                |
| 오디오         |                         |                                                       |                   |                |
|                | 분홍 / 701C             | 아날로그 마이크로폰 오디오 입력 (모노 또는 스테레오). | 3.5 mm TRS        |                |
|                | 밝은 파랑 / 284C        | 아날로그 라인 레벨 오디오 입력.                       | 3.5 mm TRS        |                |
|                | 라임색 / 577C           | 아날로그 라인 레벨 오디오 출력.                       | 3.5 mm TRS        |                |
|                | 주황 / 157C             | 센터 스피커 및 서브우퍼용 아날로그 오디오 출력        | 3.5 mm TRS        |                |
|                | 갈색 / 4645C            | "오른쪽에서 왼쪽" 스피커용 아날로그 오디오 출력.      | 3.5 mm TRS        |                |

## 같이 보기
- ATX
- 사운드 카드